# Rosa
 Ovo je glavno značenje pojma Rosa. Za druga značenja pogledajte Rosa (razdvojba).
Rosa su kapljice nastale kondenzacijom vodene pare. Pojavljuju se kasno navečer ili rano ujutro. Pojavljuje se na predmetima koji su tijekom noći izloženi zbog hlađenja vodene pare koja je nastala tijekom dana. Nastaje zbog toga što hladan zrak ne može sadržavati toliko vodene pare kao topli, te se višak vodene pare kondenzira (pretvara u tekuće stanje). Najčešće se pojavljuje na biljkama, ali može i na izloženim predmetima. Kada su temperature vrlo niske, rosa se pojavljuje u obliku leda koji zovemo mraz ili inje. Najčešće se pojavljuje u kasno ljeto, ranu jesen i kasno proljeće na travi, lišću, ogradama, krovovima automobila i na mostovima.